# Saratoga Springs (New York)
Saratoga Springs è una città della contea di Saratoga, New York, Stati Uniti. La popolazione era di 26 586 abitanti al censimento del 2010. Il nome riflette la presenza di sorgenti minerali nell'area, che hanno reso Saratoga una destinazione popolare per oltre 200 anni.
Saratoga Springs si è classificata al decimo posto nella lista dei primi 10 posti in cui vivere nello Stato di New York per il 2014 secondo l'intermediazione immobiliare nazionale online Movoto.

## Geografia fisica
Secondo lo United States Census Bureau, ha un'area totale di 28,87 mi² (74,77 km²).

## Storia
L'area pittoresca un tempo era abitata dai Mohicani parlanti le lingue algonchine, prima che venissero cacciati dai coloni olandesi e britannici. I Mohicani alla fine si spostarono verso est, alleati con altri popoli rimanenti, e si insediarono vicino a Stockbridge, Massachusetts, dove divennero noti come "i nativi di Stockbridge".
I britannici costruirono il Fort Saratoga nel 1691 sulla riva occidentale del fiume Hudson. Poco dopo, i coloni britannici fondarono l'attuale villaggio di Schuylerville a circa un miglio a sud; era conosciuto come Saratoga fino al 1831.
I nativi americani credevano che le sorgenti a circa 10 miglia (16 km) ad ovest del villaggio - oggi chiamate High Rock Spring - avessero proprietà "medicinali". Nel 1767, William Johnson, un soldato britannico considerato eroe durante la guerra franco-indiana, fu portato dai suoi amici, i nativi americani, alla sorgente per curare le sue ferite di guerra. (Nel 1756, Johnson era stato nominato sovrintendente britannico degli affari indiani nella regione nord-orientale grazie al suo successo nella costruzione di alleanze con i Mohawk e altre tribù irochesi. Aveva imparato la lingua e creato molte relazioni commerciali e proprietà terriere, e fu nominato cavaliere per il suo servizio alla Corona con gli Irochesi).
Il primo colono permanente euroamericano costruì un'abitazione intorno al 1776. Le sorgenti attirarono i turisti e Gideon Putnam costruì il primo hotel per i viaggiatori. Putnam progettò anche le strade e la terra donata per l'uso come spazi pubblici.
La battaglia di Saratoga, il punto di svolta nella guerra d'indipendenza americana, non ebbe luogo a Saratoga Springs. Piuttosto, il campo di battaglia è situato a 15 miglia (24 km) a sud-est nel comune di Stillwater. Un museo dedicato alle due battaglie si trova sugli ex campi di battaglia. L'accampamento britannico prima della resa a Saratoga si svolse a 10 miglia (16 km) ad est della città, a Schuylerville, dove diversi cartelli storici delineano i punti di interesse. La resa della spada della battaglia ebbe luogo dove un tempo si trovava il Fort Saratoga, a sud di Schuylerville.
Saratoga Springs fu fondata come insediamento nel 1819 da una porzione occidentale del comune di Saratoga. La sua comunità principale fu incorporata come villaggio nel 1826 e l'intera regione divenne una città nel 1915. Il turismo fu grandemente aiutato dall'arrivo nel 1832 della Saratoga and Schenectady Railroad, che portò migliaia di viaggiatori alle famose sorgenti minerali. Dei hotel resort furono creati per accoglierli. Il patrocinio della ferrovia aumentò costantemente dopo che la Delaware and Hudson Canal Company prese il controllo nel 1870 e iniziò a gestire l'Empire State Express direttamente tra New York e il resort.
Nel XIX secolo, il noto dottore Simon Baruch incoraggiò lo sviluppo di spa in stile europeo negli Stati Uniti come centri per la salute. Con la sua ricchezza di acque minerali, Saratoga Springs si sviluppò come spa, generando lo sviluppo di molti grandi hotel, tra cui l'United States Hotel e il Grand Union Hotel. Quest'ultimo era, ai suoi tempi, il più grande hotel del mondo.
Nel 1863, l'ippodromo di Saratoga venne aperto, trasferendosi nella sua posizione attuale l'anno seguente. Le corse di cavalli e le scommesse associate aumentarono notevolmente l'attrazione della città come meta turistica in un'epoca in cui le corse di cavalli erano uno sport popolare per gli spettatori. Inoltre, l'area di Saratoga Springs era conosciuta per il suo gioco d'azzardo, che dopo i primi anni del XX secolo era illegale, ma ancora molto diffuso. La maggior parte delle strutture per il gioco d'azzardo erano situate sul lago Saratoga, sul lato sud-est della città.
Durante gli anni 1950, lo stato e la città chiusero le famose case da gioco in una repressione del gioco d'azzardo illegale. La chiusura e la demolizione negli anni 1950 di alcuni hotel di prestigio, tra cui il Grand Union e l'United States, danneggiarono il turismo a Saratoga Springs.
La città iniziò a prosperare ancora negli anni 1960 con il completamento dell'Adirondack Northway (Interstate 87), che consentiva ai visitatori provenienti da nord e sud un accesso molto più facile. Inoltre, la costruzione del Saratoga Performing Arts Center alla fine degli anni 1960, che presenta musica classica e popolare e danza, favorì la rinascita della città. Il New York City Ballet e la Philadelphia Orchestra hanno residenze estive lì, insieme ad altri gruppi di danza e musicisti di alta qualità. Dall'inizio degli anni 1990, c'è stato un boom di costruzione, sia residenziale che al dettaglio, nella zona ovest della città e nelle aree del centro.
Secondo la leggenda, la creazione delle patatine è associata a Saratoga Springs. La leggenda narra che un cliente che visitò il ristorante Moon's Lake House a Saratoga Springs nel 1853 non fosse soddisfatto della consistenza delle patate fritte che aveva ordinato e le rimandò in cucina più volte in segno di protesta. Lo chef, George Crum, era così seccato con il cliente che tagliò le patate molto più sottili del solito, le coprì di sale e le frisse profondamente. Il cliente era finalmente soddisfatto.

## Società

### Evoluzione demografica
Secondo il censimento del 2010, la popolazione era di 26 586 abitanti.

### Etnie e minoranze straniere
Secondo il censimento del 2010, la composizione etnica della città era formata dal 92,3% di bianchi, il 2,6% di afroamericani, lo 0,2% di nativi americani, il 2,0% di asiatici, lo 0,0% di oceanici, lo 0,6% di altre razze, e il 2,2% di due o più etnie. Ispanici o latinos di qualunque razza erano il 3,2% della popolazione.

## Amministrazione

### Gemellaggi
- Vichy, dal 1994[8];
- Waveland, dal 2006